# بازی نقاب‌ها
بازی نقاب‌ها مجموعه‌ای تلویزیونی به کارگردانی سیروس حسن‌پور و به نویسندگی بهنام علیزاده و تهیه‌کنندگی علی مهام محصول سال ۱۳۹۷ است. این مجموعه در فصل پاییز ۱۳۹۷ از شبکه شبکه ۲ سیمای جمهوری اسلامی ایران پخش شد.

## خلاصه داستان
دو طایفه ترکمن یکی در کار اسب و دیگری در کار گندم، بعد از سال‌ها نزاع و درگیری خونین تصمیم به مصالحه می‌گیرند و دو جوان از این دو طایفه که پدرهایشان به دست هم کشته شده‌اند با هم وصلت می‌کنند و…

## بازیگران
| بازیگر            | نقش              | توضیحات                                                             |
| ----------------- | ---------------- | ------------------------------------------------------------------- |
| آزیتا حاجیان      | گوهرشاد          | مادر آیار و آلما، مادرخوانده یاشار؛ کارخانه دار                     |
| جعفر دهقان        | دولتخان          | خالد قلی؛ عموی یاشار، پدر حسام و آیجان، برادر یزدان و مردان         |
| منوچهر آذر        | آتاگلدی          | بزرگ طایفه قلیچ؛ پدر میرجلال و جیران؛ پدربزرگ صحرا و تایماز         |
| بابک انصاری       | یاشار            | خالد قلی؛ پسر یزدان و گلین؛ پسرخوانده گوهرشاد؛ شوهر صحرا؛ عاشق آلما |
| رحیم نوروزی       | مردان            | خالد قلی؛ برادر دولتخان و یزدان؛ شوهر قزل                           |
| مهرداد ضیایی      | صفدر             | نوچه دولت خان                                                       |
| فرهاد بشارتی      | شیرزاد           | شوهر جیران؛ نوکر خانه زاد آتا                                       |
| یلدا قشقایی       | - قزل گل         | زن مردان                                                            |
| لیلا برخورداری    | جیران            | دختر آتا؛ زن شیرزاد؛ خواهر میرجلال؛ عمه صحرا و تایماز               |
| صفا آقاجانی       | ماجان            | مادر صحرا و تایماز                                                  |
| مینا نوروزی فرد   | بختی گل          | زن دولتخان؛ مادر حسام و آیجان                                       |
| مهسا هاشمی        | صحرا             | دختر میرجلال؛ زن یاشار                                              |
| ندا حبیبی         | حوا              | خدمتکار صحرا                                                        |
| ماهور عفیفی       | آیلار            | دختر گوهرشاد؛ خواهر آلما                                            |
| سیما خضرآبادی     | آلما             | دختر گوهرشاد؛ خواهر آیلار؛ عاشق یاشار                               |
| کامران دهقان      | بادپا            | رئیس یاشار                                                          |
| حمیدرضا عرب‌سرخی   | سروان سهیلی      |                                                                     |
| محمدحسین صفری     | سرمد             |                                                                     |
| حسن کریمخان زند   | سرهنگ جرجانی     |                                                                     |
| ابوالفضل مقصودلو  | تایماز           | برادر صحرا                                                          |
| شقایق زمانی       | گونای            | دوست آلما                                                           |
| رقیه یانسری       | بی بی نور        | مادربزرگ آلما                                                       |
| فاطمه حسینی       | فیروزه           | کارمند کارخانه گوهرشاد                                              |
| ابراهیم امیرخانی  | آرخی             |                                                                     |
| علی‌اصغر کیانی     | مراد             |                                                                     |
| شهروز ایری        | عمران            |                                                                     |
| داوود سعیدی       | دکتر پاشا        |                                                                     |
| سمیه مظفری        | ریحان            |                                                                     |
| علی دهقانی        | دکتر پیست        |                                                                     |
| مریم عبادی        | پزشک             |                                                                     |
| مائده امامقلی     | آیجان            | دختر دولت خان                                                       |
| مرتضی محجور       | میرجلال          | پسر آتا؛ برادر جیران                                                |
| یونس طاهری        | حسام             | پسر دولتخان                                                         |
| رضا فقیهی         | حاتم             | کارگر آتا                                                           |
| میثم نصرتی‌نیا     | فرزین            |                                                                     |
| غلامعلی رضایی     | خوجه کاپلان      |                                                                     |
| محمد رستمانی      | آنه مامت         |                                                                     |
| محمد مانی         | رحمان            |                                                                     |
| احسان یزدان‌پناه   | دامپزشک          |                                                                     |
| مهدی صفرپور       | محیط‌بان          |                                                                     |
| طاهره پهلوانی     | گلین             | مادر یاشار؛ زن یزدان                                                |
| فرشید کلته        | یزدان            | پسر ایلمان؛ شوهر گلین؛ برادر دولتخان و مردان؛ پدر یاشار             |
| حسن رحیمی         | دکتر             |                                                                     |
| الله‌قلی نظری      | دکتر             |                                                                     |
| احمد کولف         | باتمان           |                                                                     |
| محمدجواد چاردولی  | ستوان قرنجیک     |                                                                     |
| عادل فدایی        | عبدالغفور        |                                                                     |
| بی‌بی حلیمه رجب‌پور | زن جاجیم فروش    |                                                                     |
| سارا اسماعیل‌پور   | دکتر قلب         |                                                                     |
| سمیه کبیر         | دکتر بیمارستان   |                                                                     |
| مراد تورانی       | دعانویس          |                                                                     |
| محمد ایری         | میرجلال          |                                                                     |
| تورج قدیرزاده     | پیرمرد مسجد      |                                                                     |
| آقای صباغی        | دکتر چشم‌پزشک     |                                                                     |
| آراز دردی         | دوست آتاگلدی     |                                                                     |
| آتابخت شفیعی      | مادر یونس        |                                                                     |
| روهینا نیشابوری   | سوگل             |                                                                     |
| محسن علی‌آبادی     | دکتر بیمارستان   |                                                                     |
| علیرضا یلمه       | آچاک             |                                                                     |
| علی سعیدی         | عضو کمیته فنی    |                                                                     |
| مجتبی صغیری       | سروان نامدار     |                                                                     |
| بابک کاسب         | افسر آگاهی       |                                                                     |
| محمدرسول موسوی    | افسر آگاهی       |                                                                     |
| رحمت‌الله قریشی    | افسر گشت         |                                                                     |
| روح‌الله رنجبر     | افسر گشت         |                                                                     |
| حسین قاسمی        | مسئول کمیته فنی  |                                                                     |
| رضا رجبی          | جوان قمارباز     |                                                                     |
| پاشا رحمانی       | کودکی یاشار      |                                                                     |
| تارآ شیخ‌ویسی      | کودکی آلما       |                                                                     |
| محمدرضا جبلی      | افسر گشت         |                                                                     |
| ماریا زاودی       | منشی کارخانه     |                                                                     |
| رامین گری         | گزارشگر سوارکاری |                                                                     |
| مهلا احمدی‌فر      | پرستار           |                                                                     |
| پژمان فردین       | یونس             | دوست تایماز؛ خواستگار صحرا                                          |
| ایرج قوشچی        | آشورمحمد         | نگهبان کارخانه گوهرشاد                                              |

## عوامل
مشاور پروژه: رضا ابوفاضلی، نویسنده: بهنام علیزاده، مجری طرح: ذوالفقار قاسمی قزلچه، مدیران تصویربرداری: امیرحسین دیباج، عباس عسگری، سجاد حیدری، صدابردار: رضا کنشلو و مجتبی حبیب‌اللهی، منشی صحنه: یاسمن کفایتی، شهره شافعی و لیدا صادقی، طراح صحنه و لباس: کیوان ذوالفقاری، طراح چهره پردازی: سودابه خسروی، تدوین: امین عابدی، موسیقی: فرید سعادتمند خواننده: سالار عقیلی، عکاس و تصویر پشت صحنه: مهدی رمضان زاده، مدیران تولید: سعید شرفی کیا و هادی توحیدی، مدیر برنامه‌ریزی: شاه بهرام کیانفر، ناظر کیفی: دکتر محمود اربابی، مشاور فرهنگی بومی: عبدالحکیم بهرامی، مشاور انتظامی: سرهنگ بیژن کریمی، طراح تیتراژ: صالح کشوردوست، انتخاب بازیگران بومی: زنده یاد بهزاد رفیعی، طراح بدل‌کاری: علیرضا فتحی، اصلاح رنگ و نور: بهروز داوری، طراحی صداگذاری و میکس: سید محمود موسوی نژاد.